# 自性院 (大田区)
自性院（じしょういん）は、東京都大田区にある真言宗智山派の寺院。

## 概要
平安時代末期、慈性（1159年寂）によって開山された。その後、恵麻（1559年寂）によって中興した。かつては境内に牛頭天王社を祀っていたが、明治時代の神仏分離政策により、「八雲神社」（現在は羽田神社）として分離独立した。
なお境内に「牛頭天王堂」があるが、これは羽田神社の名残ではなく、1929年（昭和4年）に三輪厳島神社から移築したものである。江戸時代後期の建築という。

## 交通アクセス
- 大鳥居駅より徒歩9分（経路案内）。